# Терещенко, Галина Михайловна
Гали́на Миха́йловна Тере́щенко (также известна как Чувильцо́ва, 25 мая 1972, Обнинск, Калужская область) — российская дартсменка. Первая чемпионка России по дартсу (1992).

## Биография
В молодости занималась пулевой стрельбой, выполнила норматив кандидата в мастера спорта, но из-за травмы была вынуждена завершить стрелковую карьеру. На втором курсе университета познакомилась с Сергеем Романовым, который предложил ей перейти в дартс.
В 1992 году стала первой чемпионкой России по дартсу. В финале личного разряда она обыграла Марину Царёву из Дагестана.
Окончила Российский государственный университет физической культуры спорта и туризма. После получения диплома ушла из спорта.
Связала свою жизнь с ароматерапией и восточными практиками.

## Личная жизнь
Воспитывает двух дочерей.

## Достижения
- Чемпионка России (1992)